# Brittany Murphy
Brittany Murphy (Atlanta, Georgia, 1977. november 10. – Los Angeles, Kalifornia, 2009. december 20.) amerikai színésznő, énekesnő. 
Játszott a Spinédzserek, a 8 mérföld, a Sin City – A bűn városa és a Fiúk az életemből című filmekben. Többnyire törékeny lelkületű nőket személyesített meg.

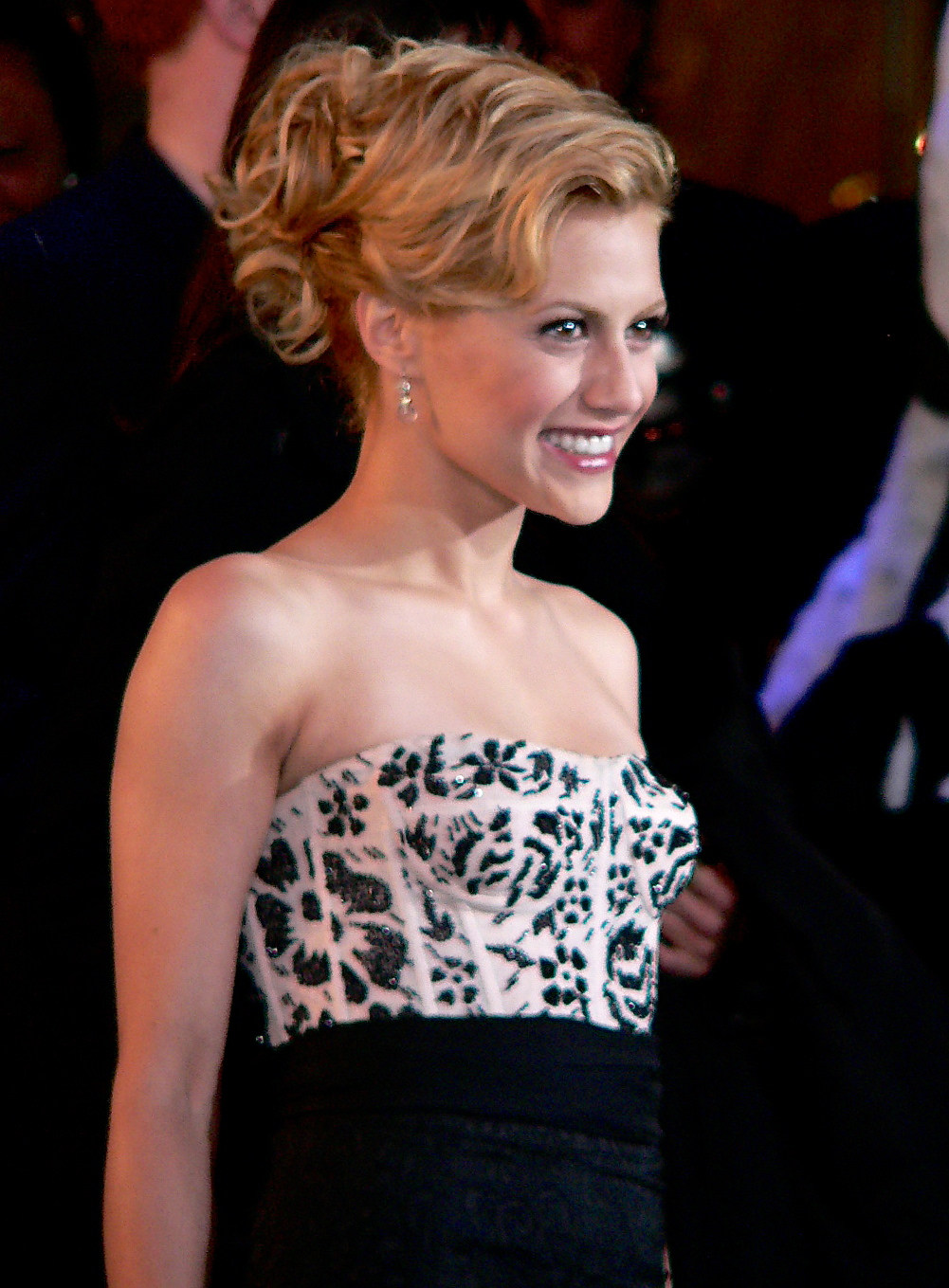
A Táncoló talpak ausztráliai premierjén 2006 decemberében

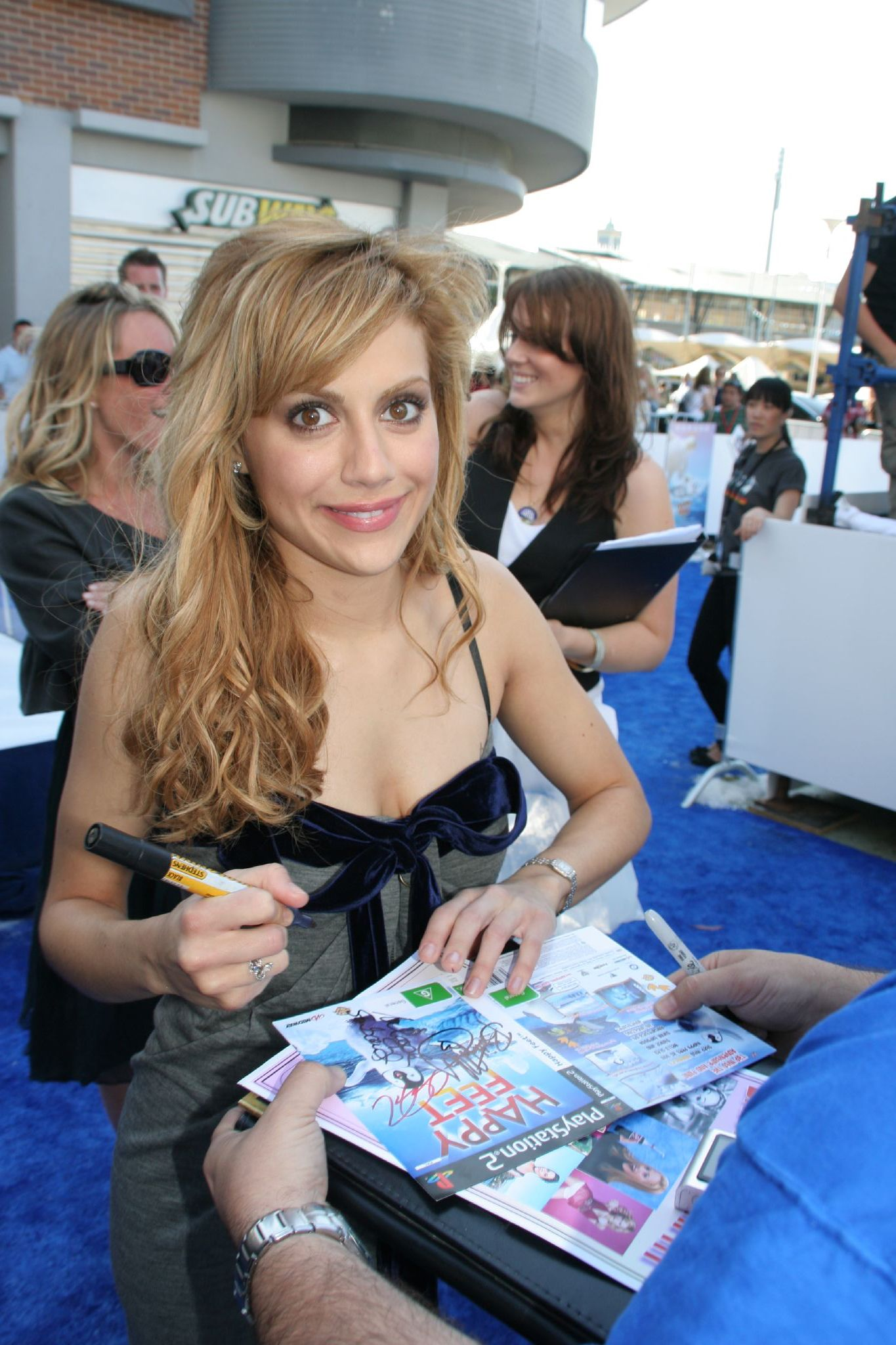
Sydney-ben

## Fiatalkora és családja
Brittany a georgiai Atlantában született. Szülei, Sharon Murphy és Angelo Bertolotti kétéves korában elváltak. Anyja ír és kelet-európai, apja olasz-amerikai származású. Édesanyja nevelte fel Edisonban, New Jerseyben, majd később Los Angelesbe költöztek, hogy színész lehessen. Anyja támogatta színészi karrierjét.

## Pályafutása
14 éves korában már főszerepet kapott a Drexell's Class című sorozatban. Vendégszerepet játszott többek között a Parker Lewis sohasem veszít, a Blossom és a Frasier – A dumagép epizódjaiban.
Feltűnt a Spinédzserek (1995) című romantikus filmben Alicia Silverstonenal, az Észvesztő (1999) című thrillerben Winona Ryderrel és Angelina Jolie-val, valamint a Szépségtépő verseny (1999) című szatirikus vígjátékban. 2001-ben a Ne szólj száj! (2001) szereplőjeként Michael Douglas védence volt, majd Az ördög számtana (2001), és a 8 mérföld (2002) című filmekben volt látható, utóbbiban Eminem partnereként. A 2003-as Nagydumás kiscsajok című romantikus vígjátékban Dakota Fanning színésztársa volt. 2005-ben játszott a Sin City – A bűn városában (2005).
2009 áprilisában szerepet kapott a Sylvester Stallone The Expendables – A feláldozhatók című akciófilmes rendezésében, de május végén kiírták a készülő filmből. Novemberben A Zaklató című filmet kezdte el forgatni Puerto Ricóban, de a producerek „művészi véleménykülönbségek”-re hivatkozva pár nap után megváltak tőle, és az Alkonyat-filmekből ismert Rachelle Lefevre vette át a szerepét.
1997 és 2009 között a Texas királyai című animációs komédiában kölcsönözte hangját egy Luanne Platters nevű szereplőnek.
2002-ben Young Hollywood Awardot kapott, 2005-ben Annie-díjat vehetett át.

## Zene és modellkedés

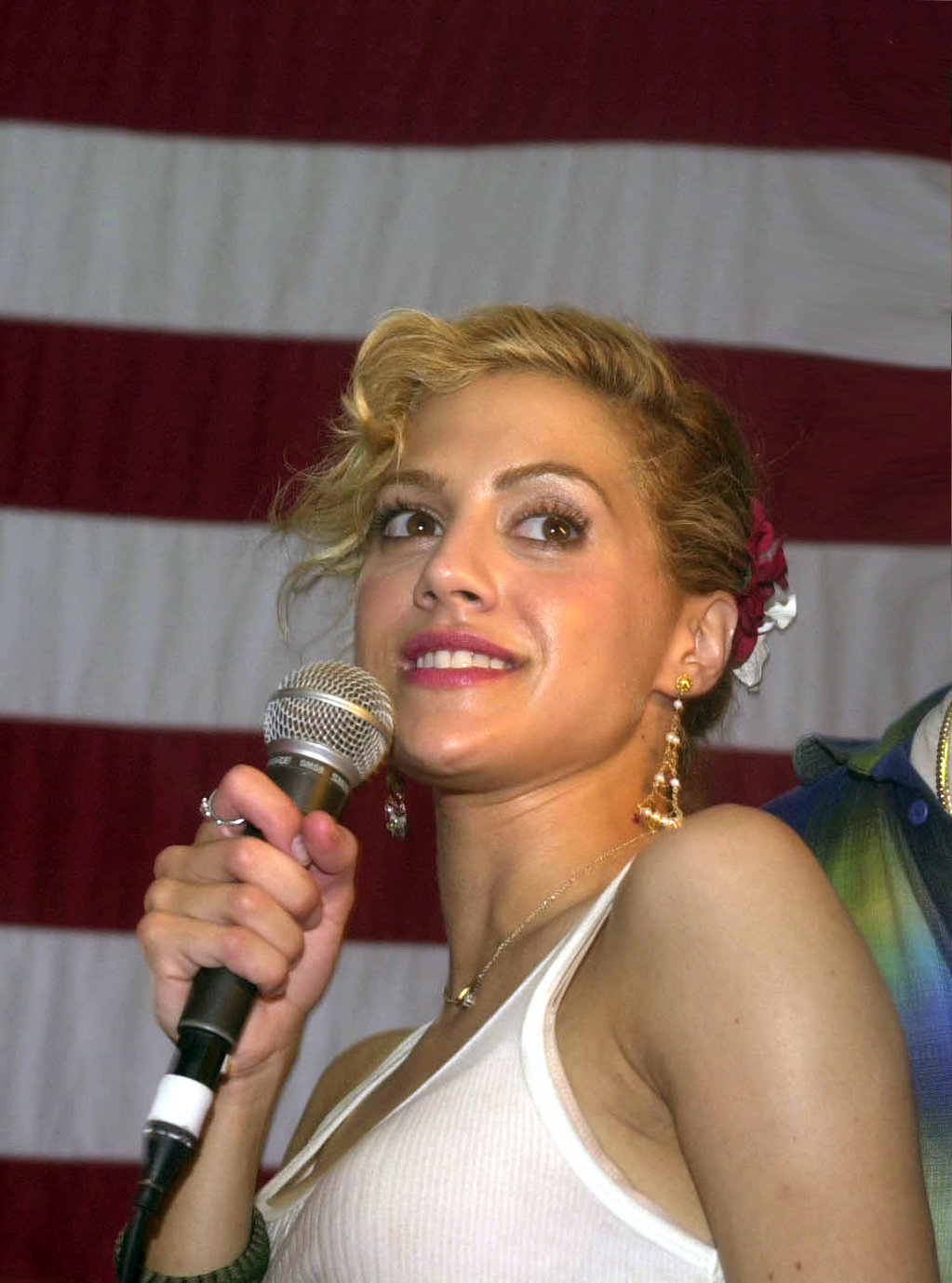
2003. június 19-én

A '90-es évek elején Brittany Eric Balfour színésszel a Blessed Soul nevű együttesben zenélt először.
2006. június 6-án Paul Oakenfolddal közösen megjelentette a Faster Kill Pussycat című számot, amelyet a DJ producer Lively Mind című albumára készített. A dal igazi klubsláger lett és a Billboard magazin Hot Dance Club Play listáján első helyezést ért el. A szám a brit slágerlistákra is felkerült, és a hetedik helyet sikerült megszereznie 2006 júniusában.
A Táncoló talpakban a Queen Somebody to Love és az Earth Wind & Fire, Boogie Wonderland című számait is feldolgozta.
Shawn Hatosyval szerepelt a Wheatus együttes A Little Respect című klipjében. Feltűnt még Luscious Jackson Here és a Tears for Fears Closest Thing to Heaven című videóiban.
2005-ben a színésznőt a Jordache Jeans divatcég szerződtette le modelljének.

## Magánélete
2002 végén rövid kapcsolata volt a Szakítópróba filmbeli partnerével, Ashton Kutcherrel.
Később menedzsere, Jeff Kwatinetz jegyezte el. 2005 decemberében Joe Macaluso produkciós asszisztens kérte meg a kezét, akivel a Magánürügy forgatásán találkozott. A kapcsolatuk 2006 augusztusában ért véget. 2007 májusában Simon Monjack (1970–2010) brit forgatókönyvíró egy zsidó magánszertartás keretében vette feleségül. A házaspár állítólag filmet tervezett készíteni D. M. Thomas The White Hotel című regénye alapján.

## Halála
2009. december 20-án Los Angeles-i otthonához nyolc órakor hívták ki a mentőket. A TMZ forrásai szerint Murphy édesanyja a zuhany alatt talált rá eszméletlen állapotban lévő lányára. A helyszínre érkező mentők szívmegállást diagnosztizáltak, megpróbálták újraéleszteni, de a színésznő szervezete nem reagált az újraélesztési kísérletekre. A Cedars-Sinai kórházba érkezése után nem sokkal Murphyt halottnak nyilvánították.
A halál helyi idő szerint délelőtt 10:04-kor állt be. Az igazságügyi orvosszakértői jelentés szerint halálának elsődleges oka tüdőgyulladás és anémia volt, de szerepet játszott benne a vényköteles gyógyszerek magas szintje, melyek kimutathatóak voltak a szervezetében halála után.

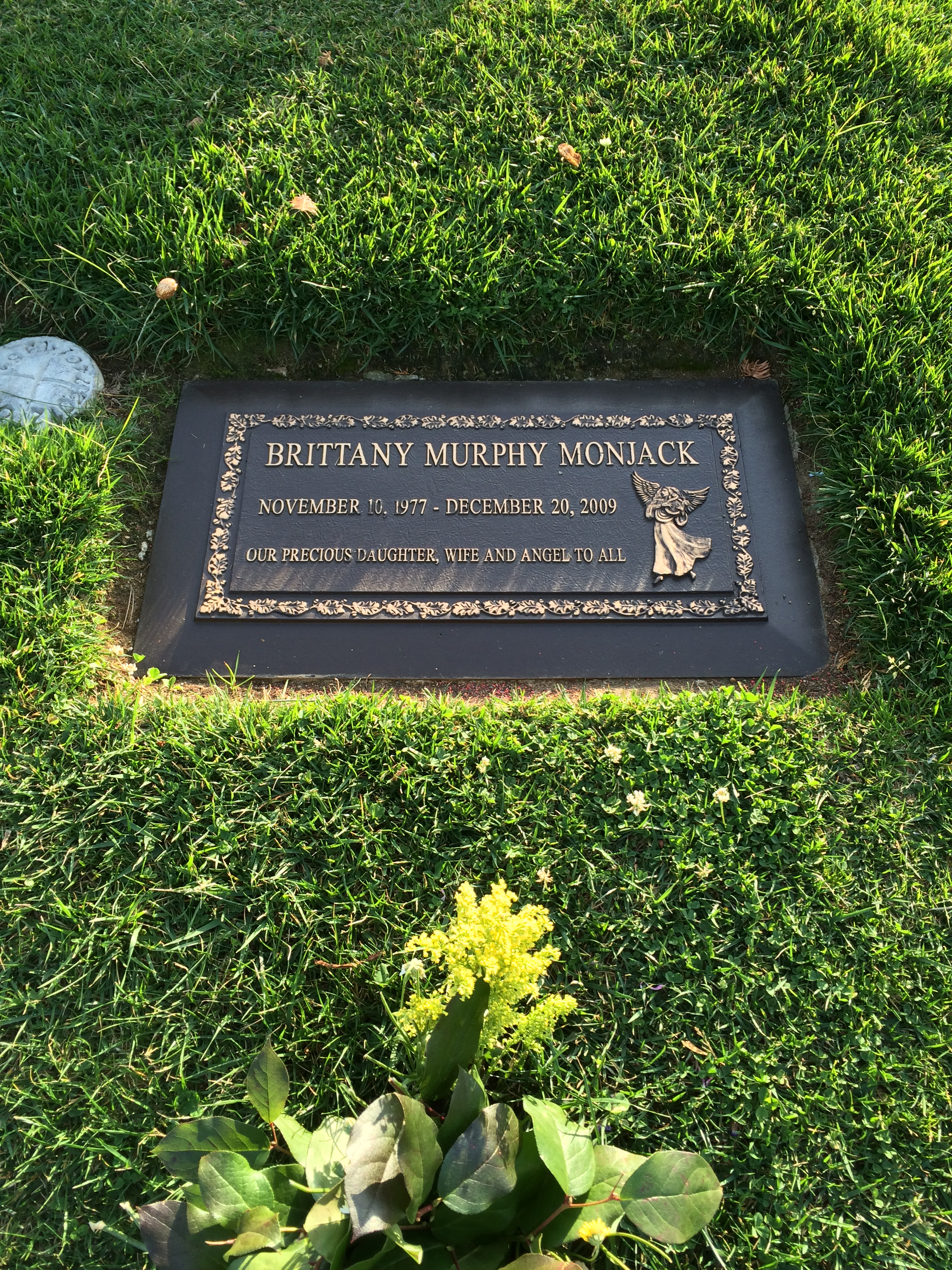
Brittany Murphy sírja

## Filmográfia

### Film
| Év   | Magyar cím                     | Eredeti cím                              | Szerep                      | Magyar hang        |
| ---- | ------------------------------ | ---------------------------------------- | --------------------------- | ------------------ |
| 1993 | Tragikus szenvedély            | Family Prayers                           | Elise                       |                    |
| 1995 | Spinédzserek                   | Clueless                                 | Tai Fraiser                 | Kisfalvi Krisztina |
| 1996 | Pokolsztráda                   | Freeway                                  |                             |                    |
| 1997 | Száguldás életre-hálálra       | Drive                                    | Deliverance Bodine          | Madarász Éva       |
| 1998 | Utolsó lélegzetig              | Falling Sky                              | Emily Nicholson             |                    |
| 1998 | Az angyalok háborúja 2.        | The Prophecy II                          | Izzy                        |                    |
| 1998 | Zsaruszerencse                 | Phoenix                                  | Veronica                    | Kökényessy Ági     |
| 1998 | Zack és Reba                   | Zack and Reba                            | Reba Simpson                |                    |
| 1999 | Szépségtépő verseny            | Drop Dead Gorgeous                       | Lisa Swenson                | Németh Kriszta     |
| 1999 | Észvesztő                      | Girl, Interrupted                        | Daisy Randone               | Molnár Ilona       |
| 2000 |                                | Trixie                                   | Ruby Pearli                 |                    |
| 2000 |                                | Angels!                                  | Bellows nővér               |                    |
| 2000 |                                | Cherry Falls                             | Jody Marken                 |                    |
| 2000 |                                | The Audition (rövidfilm)                 | Daniella                    |                    |
| 2001 |                                | Sidewalks of New York                    | Ashley                      |                    |
| 2001 | Kapás van!                     | Summer Catch                             | Dede Mulligan               |                    |
| 2001 | Ne szólj száj!                 | Don't Say a Word                         | Elisabeth Burrows           | Nemes Takách Kata  |
| 2001 | Fiúk az életemből              | Riding in Cars with Boys                 | Fay Hope Forrester          | Murányi Tünde      |
| 2002 | A por                          | Spun                                     | Nikki                       | Mezei Kitty        |
| 2002 |                                | Something in Between (rövidfilm)         | Sky                         |                    |
| 2002 | 8 mérföld                      | 8 Mile                                   | Alex                        | Nemes Takách Kata  |
| 2003 | Szakítópróba                   | Just Married                             | Sarah                       | Zsigmond Tamara    |
| 2003 | Nagydumás kiscsajok            | Uptown Girl                              | Molly Gunn                  | Zsigmond Tamara    |
| 2003 | Jó fiú!                        | Good Boy!                                | Nelly (hangja)              | Vadász Bea         |
| 2004 | Magánürügy                     | Little Black Book                        | Stacy                       | Zsigmond Tamara    |
| 2005 | Sin City – A bűn városa        | Sin City                                 | Shellie                     | Ullmann Mónika     |
| 2005 | Sohaország                     | Neverwas                                 | Maggie Page                 | Solecki Janka      |
| 2006 | Esküvő, rock, haverok          | The Groomsmen                            | Sue                         | Ruttkay Laura      |
| 2006 | Szerelem és egyéb katasztrófák | Love and Other Disasters                 | Emily 'Jacks' Jackson       | Zsigmond Tamara    |
| 2006 | Táncoló talpak                 | Happy Feet                               | Gloria (hangja)             | Huszárik Kata      |
| 2006 | A halott lány                  | The Dead Girl                            | Krista                      | Sánta Annamária    |
| 2008 | Könnyes leves                  | The Ramen Girl                           | Abby                        | Zsigmond Tamara    |
| 2008 | Könnyes leves                  | The Ramen Girl                           | Abby                        | Madarász Éva       |
| 2008 |                                | Futurama: The Beast with a Billion Backs | Colleen O'Hallahan (hangja) |                    |
| 2009 | Az utolsó felvonás             | Deadline                                 | Alice                       | Madarász Éva       |
| 2009 | Az utolsó felvonás             | Deadline                                 | Alice                       | Ullmann Mónika     |
| 2009 | A folyosó túloldalán           | Across the Hall                          | June                        | Agócs Judit        |
| 2010 | Egyedül a világ ellen          | Abandoned                                | Mary                        | Urbán Andrea       |
| 2014 |                                | Something Wicked                         | Susan                       |                    |

### Televízió
| Év        | Magyar cím                         | Eredeti cím                                                                 | Szerep                                  | Megjegyzések                               |
| --------- | ---------------------------------- | --------------------------------------------------------------------------- | --------------------------------------- | ------------------------------------------ |
| 1991      |                                    | Murphy Brown                                                                | Frank lánytestvére                      | 1 epizód                                   |
| 1991–1992 |                                    | Drexell's Class                                                             | Brenda Drexell                          | 18 epizód                                  |
| 1992      |                                    | Kids Incorporated                                                           | Celeste                                 | egy epizód                                 |
| 1992      | Parker Lewis sohasem veszít        | Parker Lewis Can't Lose                                                     | Angie                                   | 1 epizód                                   |
| 1993      |                                    | Almost Home                                                                 | Molly Morgan                            | 13 epizód                                  |
| 1993      |                                    | Blossom                                                                     | Wendy                                   | 1 epizód                                   |
| 1994      | Frasier – A dumagép                | Frasier                                                                     | Olsen                                   | 1 epizód                                   |
| 1994      | Ötösfogat                          | Party of Five                                                               | Abby                                    | 2 epizód                                   |
| 1994–1995 | Ikercsajok                         | Sister, Sister                                                              | Sarah                                   | 6 epizód                                   |
| 1995      | A kis gézengúz                     | Boy Meets World                                                             | Trini Martin                            | 2 epizód                                   |
| 1995      |                                    | The Marshal                                                                 | Lizzie Roth                             | 1 epizód                                   |
| 1995      | SeaQuest DSV – A mélység birodalma | seaQuest DSV                                                                | Christine VanCamp                       | 1 epizód                                   |
| 1995      |                                    | Murder One                                                                  | Diane "Dee-Dee" Carson                  | 1 epizód                                   |
| 1996      |                                    | Double Jeopardy                                                             | Julia                                   | tévéfilm                                   |
| 1996      | Nash Bridges – Trükkös hekus       | Nash Bridges                                                                | Carrie                                  | egy epizód                                 |
| 1996      | Spinédzserek                       | Clueless                                                                    | Jasmine                                 | 1 epizód                                   |
| 1997–2010 | Texas királyai                     | King of the Hill                                                            | Luanne Platter / egyéb szereplők hangja | 254 epizód                                 |
| 1998      |                                    | David and Lisa                                                              | Lisa                                    | tévéfilm                                   |
| 1998–2000 |                                    | Pepper Ann                                                                  | Tank (hangja)                           | 4 epizód                                   |
| 1999      | Az ördög számtana                  | The Devil's Arithmetic                                                      | Rivkah                                  | - tévéfilm - magyar hangja: - Urbán Andrea |
| 2000      |                                    | Common Ground                                                               | Dorothy Nelson                          | tévéfilm                                   |
| 2005      |                                    | I'm Still Here: Real Diaries of Young People Who Lived During the Holocaust | hangalámondás                           | dokumentumfilm                             |
| 2009      | Nora Roberts: A múlt titkai        | Tribute                                                                     | Cilla McGowan                           | tévéfilm                                   |
| 2009      |                                    | Megafault                                                                   | Dr. Amy Lane                            | tévéfilm                                   |

## Fordítás
- Ez a szócikk részben vagy egészben  a   Brittany Murphy című angol Wikipédia-szócikk fordításán alapul.  Az eredeti cikk szerkesztőit annak laptörténete sorolja fel. Ez a jelzés csupán a megfogalmazás eredetét és a szerzői jogokat jelzi, nem szolgál a cikkben szereplő információk forrásmegjelöléseként.